# Innes (cráter)

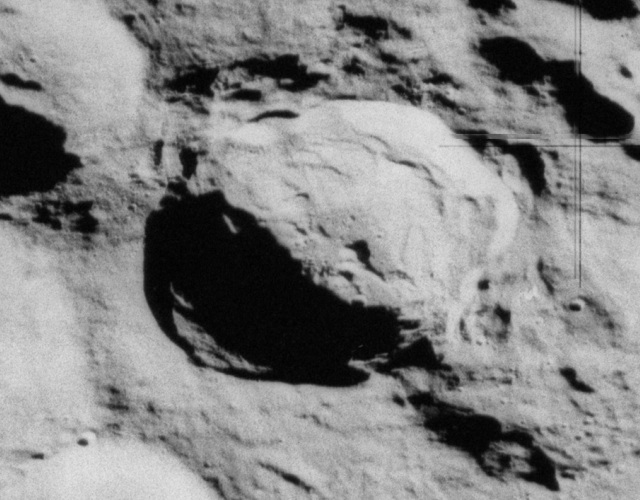
Fotografía de la misión Apolo 16

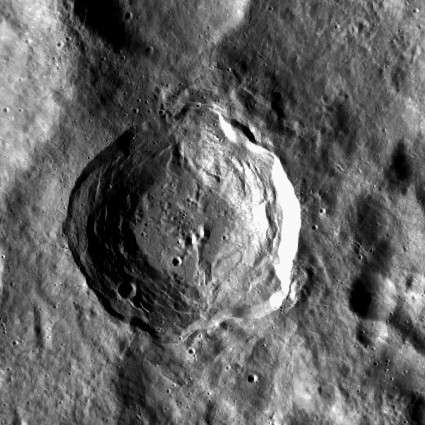
Fotografía de la misión LRO

Innes es un cráter de impacto situado en la cara oculta de la Luna. Se localiza a menos que un diámetro al este-sureste del prominente cráter Seyfert. Al sureste de Innes aparece el cráter Meggers, y al oeste-suroeste se encuentra Polzunov.
Este cráter no ha sido significativamente desgastado por impactos posteriores, manteniendo un perfil bien definido. Su forma es aproximadamente circular, con un ligero saliente hacia el exterior en el borde occidental. Las paredes internas se han desplomado ligeramente, produciéndose un ligero aterrazamiento. El suelo interior es relativamente plano, y está marcado solamente por unos diminutos cráteres.

## Cráteres satélite
Por convención estos elementos son identificados en los mapas lunares poniendo la letra en el lado del punto medio del cráter que está más cerca a Innes.
|       | \| Innes \| Coordenadas \| Diámetro \| \| ----- \| ------------------------------ \| -------- \| \| G \| 26°42′N 122°18′E / 26.7, 122.3 \| 22 km \| \| S \| 27°36′N 117°18′E / 27.6, 117.3 \| 33 km \| \| Z \| 29°48′N 119°12′E / 29.8, 119.2 \| 33 km \| |          |
| Innes | Coordenadas | Diámetro |
| G     | 26°42′N 122°18′E / 26.7, 122.3 | 22 km    |
| S     | 27°36′N 117°18′E / 27.6, 117.3 | 33 km    |
| Z     | 29°48′N 119°12′E / 29.8, 119.2 | 33 km    |